# Jean-Paul Brigger
Jean-Paul Brigger (Sankt Niklaus, 14 december 1957) is een Zwitsers voormalig voetballer en voetbalcoach die speelde als aanvaller.

## Carrière
Brigger speelde gedurende zijn carrière voornamelijk voor FC Sion, hij speelde daarnaast drie seizoenen voor Servette FC Genève. Hij werd met de laatste kampioen in 1985 en won de beker in 1984, met Sion werd hij kampioen in 1992 en won de beker in 1980, 1982, 1986 en 1991.
Brigger maakte zijn debuut voor Zwitserland in 1979 en speelde in totaal 36 interlands waarin hij vier keer kon scoren.
Na zijn spelersloopbaan werd hij coach van FC Sion, FC Naters en FC Luzern.

## Erelijst
- FC Sion
  - Landskampioen: 1992
  - Zwitserse voetbalbeker: 1980, 1982, 1986, 1991
- Servette FC Genève
  - Landskampioen: 1985
  - Nationalliga A topscorer: 1983
  - Zwitserse voetbalbeker: 1984
- Persoonlijk
  - Zwitsers voetballer van het jaar: 1992